# マルクス・アエミリウス・レピドゥス (紀元前285年の執政官)
マルクス・アエミリウス・レピドゥス（ラテン語: Marcus Aemilius Lepidus、生没年不明）は紀元前3世紀初頭の共和政ローマの政治家。紀元前285年に執政官（コンスル）を務めた。

## 出自
パトリキ（貴族）であるアエミリウス氏族の出身であり、レピドゥスのコグノーメン（第三名、家族名）を名乗ったのはマルクスが最初である。この後、アエミリウス・レピドゥス家は帝政初期にいたるまで繁栄し、共和政時代だけでも11人の執政官を出す。カピトリヌスのファスティのこの部分は欠落しているため、父および祖父のプラエノーメン（第一名、個人名）は不明であり、マルクスと他のアエミリウス氏族の人物との関係は不明である。紀元前232年と紀元前220年に執政官を務めたマルクス・アエミリウス・レピドゥスは孫と思われる。

## 経歴
紀元前286年、ポティトゥスは執政官に就任。同僚執政官はガイウス・クラウディウス・カニナであった。ティトゥス・リウィウスの『ローマ建国史』のこの部分は本文が欠落しており、要約にもポティトゥスのことは触れられていない。ディオニュシオスの『ローマ古代誌』、ディオドロスの『歴史叢書』といった主要な歴史書もこの年代は断片しか残っておらず、業績は不明である。

## 参考資料
- ティトゥス・リウィウス『ローマ建国史』
- Broughton, T. Robert S. (1951). The Magistrates of the Roman Republic . Volume I, 509 BC - 100 BC (in English). I, number XV. New York: The American Philological Association.